# Oliver Campbell
Oliver Samuel Campbell (25 de febrero de 1871-11 de julio de 1953) fue un jugador de tenis estadounidense de fines del siglo XIX.
Campbell fue durante 100 años el campeón más joven que tuvo el US Championships tras conquistar el título de 1890 con 19 años, hasta ser desbancado por Pete Sampras en 1990, también de 19 años pero algunos días menor.
Nacido en Brooklyn, Nueva York, Campbell tuvo su primera presentación en el US Championships a los 15 años y 5 meses (el más joven debutante hasta 1918 cuando fue superado por Vincent Richards, un mes menor) y perdió en primera ronda ante Henry Slocum, a quien derrotaría en la final de 1890. Luego de su primera presentación, Campbell cambió su estilo de juego pasando de ser jugador de base a correr a la red ante detrás de todo servicio. Ya como estudiante de la Universidad de Columbia, conquistó el título de dobles del US Championships junto a Valentine Hall en 1888. 
Tras perder en las semifinales de 1888 nuevamente ante Slocum y en la final de all-comers en 1889 ante Quicy Shaw, logró batir a Percy Knapp en la final de all-comers de 1890 y así lograr su boleto para retar al campeón reinante en el challenge round. Gracias a su buen estado físico y sus incesantes aproximaciones a la red, logró vencer a Slocum en 4 sets.
Logró defender exitosamente su título en 1891 y 1892, y se retiró en 1893 sin defender su título. Fue campeón del torneo de dobles en 3 ocasiones entre 1888 y 1891.
Falleció en Campellton, Canadá en 1953 y fue una de las 6 primeras personas en entrar al Salón Internacional de la Fama del tenis en 1955.

## Torneos de Grand Slam

### Campeón Individuales (3)
| Año  | Torneo           | Oponente en la final | Resultado           |
| 1890 | US Championships | Henry Slocum         | 6-2 4-6 6-3 6-1     |
| 1891 | US Championships | Clarence Hobart      | 2-6 7-5 7-9 6-1 6-2 |
| 1892 | US Championships | Fred Hovey           | 7-5 3-6 6-3 7-5     |

### Campeón Dobles (3)
| Año  | Torneo           | Pareja         | Oponentes en la final          | Resultado       |
| 1888 | US Championships | Valentine Hall | Clarence Hobart E.P. Macmullen | 6-4 6-2 6-2     |
| 1891 | US Championships | Bob Huntington | Valentine Hall Clarence Hobart | 6-3 6-4 8-6     |
| 1892 | US Championships | Bob Huntington | Valentine Hall Edward Hall     | 6-4 6-2 4-6 6-3 |

### Finalista Dobles (2)
| Año  | Torneo           | Pareja         | Oponentes en la final      | Resultado       |
| 1889 | US Championships | Valentine Hall | Henry Slocum Howard Taylor | 1-6 3-6 2-6     |
| 1893 | US Championships | Bob Huntington | Clarence Hobart Fred Hovey | 3-6 4-6 6-4 2-6 |